# Dragon Quest X
Dragon Quest X: Mezameshi itsutsu no shuzoku Online (ドラゴンクエストX 目覚めし五つの種族 オンライン, Doragon Kuesuto Ten: Mezameshi Itsutsu no Shuzoku Onrain) est le dixième opus de la série Dragon Quest développé et édité par Square Enix. Il est annoncé le 10 décembre 2008 au cours d'une conférence organisée par Yūji Horii, créateur de la série. Le jeu est sorti au Japon le 2 août 2012 sur Wii, puis sur Wii U le 30 mars 2013, sous Windows le 26 septembre 2013, sur Android le 16 décembre 2013 via NTT DoCoMo et un service cloud, et sur Nintendo 3DS le 4 septembre 2014.
Une seconde version intitulée Dragon Quest X: Nemureru yūsha to michibiki no meiyū Online (ドラゴンクエストX 眠れる勇者と導きの盟友 オンライン, Doragon Kuesuto Ten nemureru yūsha to michibiki no meiyū Onrain) est sortie le 5 décembre 2013 au Japon. Une troisième version intitulée Dragon Quest X: Inishie no ryū no denshō Online (ドラゴンクエストX いにしえの竜の伝承 オンライン, Doragon Kuesuto Ten Inishie no ryū no denshō Onrain) est sortie le 30 avril 2015, puis le 17 août 2017 sur PlayStation 4 et le 21 septembre 2017 sur Nintendo Switch. D'autres extensions sont ensuite proposées aux joueurs sur ces mêmes plateformes. Enfin, une version hors ligne, proposant une refonte de la direction artistique avec des personnages chibi ainsi qu'un nouveau scénario, sort le 15 septembre 2022 sur PlayStation 4, PlayStation 5, Nintendo Switch et Microsoft Windows.

## Système de jeu
À la différence des précédents Dragon Quest, Dragon Quest X est un MMORPG. De ce fait, excepté pour les premières heures de jeu, une connexion à internet permanente est requise pour pouvoir jouer. Malgré cet aspect online, le jeu est tout de même réalisable en solo, avec la possibilité de recruter jusqu'à 3 mercenaires pour aider le joueur.
Le jeu offre la possibilité d'incarner six races différentes : les humains, les ogres, les elfes, les nains, les pukuripos et les wedis. Elles sont réparties sur les cinq continents du nouveau monde appelé Astortia. En plus de ces six races, six vocations sont disponibles dès le début du jeu : guerrier, mage, prêtre, artiste martial, voleur et troubadour.
Il est possible de commencer le jeu sur une plate-forme pour poursuivre l'aventure sur une autre. Le jeu propose également une connectivité avec la Nintendo 3DS, avec la possibilité de partager les différentes données des personnages via le Street Pass.

## Accueil
Le magazine Famitsu donne la note de 36/40 au jeu.
En mars 2014, le jeu s'est écoulé à plus d'un million d'exemplaires.